# Узанон
Узанон (узб. Oʻzanon / Ўзанон) — посёлок городского типа, расположенный на территории Гиждуванского района Бухарской области Республики Узбекистан.
Статус посёлка городского типа с 2009 года.